# حويصلة ثديية
1. جدار الصدر
2. عضلات صدرية
3. فصوص
4. حلمة
5. هالة
6. قناة لبنية
7. نسيج دهني
8. جلد الإنسان

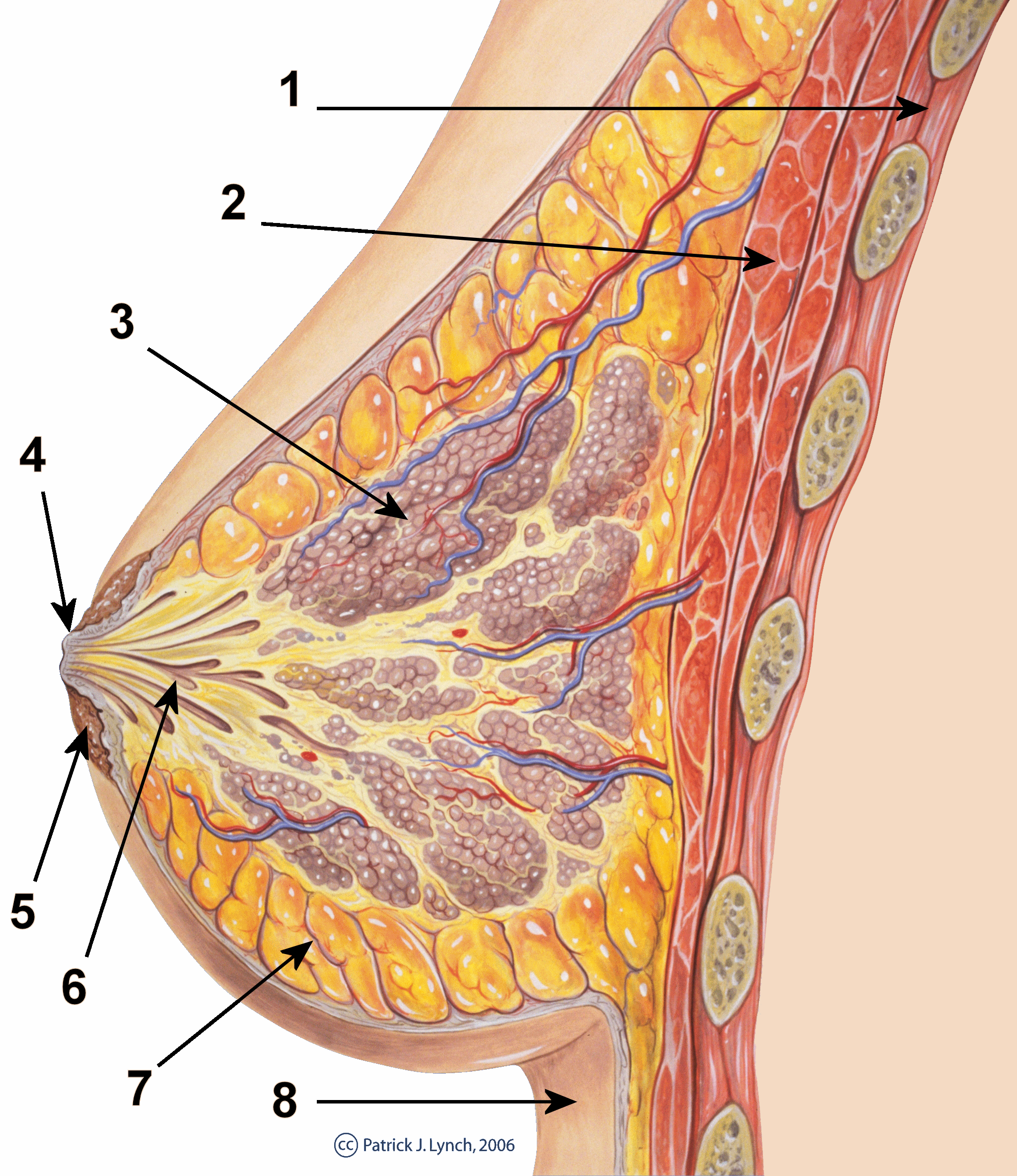
مقطع عرضي غدة ثديية.

حويصلة ثديية أو سنخ ثديي (بالإنجليزية: Mammary alveolus)‏ هي تجويفٌ أو كيسٌ صغيرٌ في الغدة الثديية. تُعد الحويصلات الثديية موقع إنتاج الحليب وتخزينه في الغدد الثديية. تتجمع الحويصلات الثديية في مجموعاتٍ تُسمى الفصوص الثديية، وكلُ ثدي يحتوي على 15-20 فص. تُصّرف الفصوص الحليب عبر القنوات اللبنية إلى خارج الحلمات.